# Hoàng Đạo Cương
Hoàng Đạo Cương (sinh năm 1970 tại Hà Nội) là một kiến trúc sư, chính trị gia người Việt Nam. Hiện ông là Thứ trưởng Bộ Văn hóa, Thể thao và Du lịch (VH, TT&DL); Ủy viên Ban cán sự Đảng Bộ VH, TT&DL. Ông từng đảm nhiệm các chức vụ tại Viện Bảo tồn di tích thuộc Bộ VH, TT&DL; Phó viện trưởng, Phó viện trưởng phụ trách, Viện trưởng.
Vào ngày 23 tháng 10 năm 2020, Thủ tướng Nguyễn Xuân Phúc đã ký quyết định bổ nhiệm ông giữ chức Thứ trưởng Bộ Văn hóa, Thể thao và Du lịch.